# Cernadelo e Lousada (São Miguel e Santa Margarida)
Cernadelo e Lousada (São Miguel e Santa Margarida) (oficialmente: União das Freguesias de Cernadelo e Lousada (São Miguel e Santa Margarida)) é uma freguesia portuguesa do município de Lousada, com 7,34 km² de área e 2140 habitantes (censo de 2021). A sua densidade populacional é 291,6 hab./km².

## História
Foi criada aquando da reorganização administrativa de 2012/2013,  resultando da agregação das antigas freguesias de Cernadelo, São Miguel de Lousada e Santa Margarida de Lousada.

## Demografia
A população registada nos censos foi:
| Distribuição da População por Grupos Etários | Distribuição da População por Grupos Etários | Distribuição da População por Grupos Etários | Distribuição da População por Grupos Etários | Distribuição da População por Grupos Etários | Distribuição da População por Grupos Etários |
| -------------------------------------------- | -------------------------------------------- | -------------------------------------------- | -------------------------------------------- | -------------------------------------------- | -------------------------------------------- |
| Antes da agregação                           |                                              |                                              |                                              |                                              |                                              |
| Ano                                          | 0-14 anos                                    | 15-24 anos                                   | 25-64 anos                                   | >= 65 anos                                   | Total                                        |
| 2001                                         | 470                                          | 339                                          | 1064                                         | 208                                          | 2081                                         |
| 2011                                         | 390                                          | 312                                          | 1187                                         | 277                                          | 2166                                         |
| Após a agregação                             |                                              |                                              |                                              |                                              |                                              |
| Ano                                          | 0-14 anos                                    | 15-24 anos                                   | 25-64 anos                                   | >= 65 anos                                   | Total                                        |
| 2021                                         | 286                                          | 261                                          | 1216                                         | 377                                          | 2140                                         |